# Gai Tici (orador)
Gai Tici o Gai Titi (en llatí Caius Titius) va ser un cavaller romà i orador de considerable mèrit, del que Ciceró deia que era excel·lent, tot i no conèixer gaire la literatura grega i ser bàsicament autodidacte. Formava part de la gens Títia, una gens romana d'origen plebeu.
Va escriure discursos i algunes tragèdies. Ciceró el fa contemporani de Marc Antoni l'orador i de Cras el triumvir (entre 148 aC i 87 aC) i hauria florit entorn de l'any 100 aC o una mica abans, i això estaria d'acord amb l'afirmació de Macrobi que l'anomena vir aetatis Lucilianae, (home de l'edat de Lucili), que va néixer el 148 aC i va morir el 103 aC. Sembla però que sa l'hauria de situar una mica abans, ja que Macrobi també diu que ja va parlar a favor de la Lex Fannia sumptuaria promulgada l'any 161 aC, i hi devia parlar quan era molt jove.